# Jacky Wu
Jacky Wu Zongxian (cinese tradizionale: 吳宗憲; cinese semplificato: 吴宗宪; pinyin: Wú Zōngxiàn; Wade-Giles: Wu Tsung-hsien; Tainan, 26 settembre 1962) è un cantante, attore e conduttore televisivo taiwanese conosciuto anche con il soprannome di Xian Ge (憲哥; letteralmente fratello maggiore Xian).
È conduttore di uno dei varietà più popolari dell'isola, Guess Guess Guess.
Attualmente Jacky Wu è uno dei più richiesti intrattenitori taiwanesi, oltre che uno dei personaggi più ricchi del mondo dello spettacolo della nazione. Conosciuto per il suo umorismo brillante, è spesso oggetto di gossip ed al centro delle pagine dei tabloid. In un vicino futuro, Wu spera di abbandonare la carriera televisiva grazie alla somma monetaria accumulata, e di ritirarsi a vita privata.